# Давыдов, Игорь
Игорь Давыдов (род. 25 января 1966) — советский хоккеист (хоккей на траве), полевой игрок. Участник летних Олимпийских игр 1988 года.

## Биография
Игорь Давыдов родился 25 января 1966 года.
Играл в хоккей на траве за «Звезду» из Андижана.
В 1988 году вошёл в состав сборной СССР по хоккею на траве на летних Олимпийских играх в Сеуле, занявшей 7-е место. Играл в поле, провёл 6 матчей, забил 2 мяча (по одному в ворота сборных Индии и Южной Кореи).